# 거제종합운동장
거제종합운동장(巨濟綜合運動場, Geoje Stadium)은 대한민국 경상남도 거제시에 있는 스포츠 시설이다. 천연잔디 필드와 우레탄 트랙이 갖춰진 경기장이며, 1993년 12월에 준공되었다.

## 참고 문헌
- “거제종합운동장”. 거제해양관광개발공사.
- 《2022년 전국 공공체육시설 현황(2021년말 기준)》. 대한민국 문화체육관광부. 2023.
- 《2023 전국 공공체육시설 현황 (2022년 12월말 기준)》. 대한민국 문화체육관광부. 2024.